# Hiiraan
Hiiraan (arab. هيران) – jeden z osiemnastu regionów administracyjnych w Somalii, znajdujący się w centralnej części kraju, którego stolicą jest miasto Beledweyne. Region zamieszkuje 520 685 osób.

## Położenie
Region graniczy z:
- Etiopią od północnego zachodu
- Galguduud od północnego wschodu
- Środkową Szabellą od południa
- Dolną Szabellą od południowego wschodu
- Bay i Bakool od zachodu

Przez region przepływa rzeka Uebi Szebelie.

## Dystrykty
Region Hiiraan podzielony jest na trzy następujące dystrykty:
- Beledweyne
- Buloburde
- Jalalaqsi